# Leucostethus brachistriatus
Leucostethus brachistriatus (лат.) — вид бесхвостых земноводных из семейства древолазов.

## Описание
Этот вид обнаружен только в департаменте Валье-дель-Каука на западном склоне Центральных Кордильер в Колумбии, на высоте 1500 м над уровнем моря. Однако, скорее всего, его ареал гораздо шире. Встречается в горных лесах, реках, на пахотных землях.
Возможно, что Colostethus brachistriatus — это синоним для вида Colostethus fraterdanieli.